# LyX

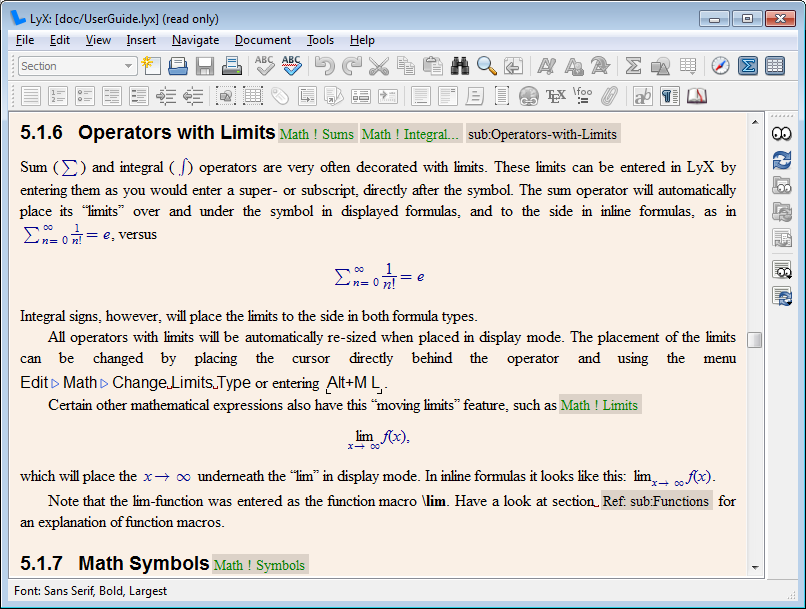
LyX 1.5 chạy trong Windows. Các công thức toán học được hiển thị trên văn bản. Ngoài ra, các đoạn chữ trên nền xám là các thẻ thực hiện các chức năng đặc biệt như tạo danh mục thuật ngữ.

LyX là một phần mềm soạn thảo văn bản theo kiểu hiển thị ý nghĩa (WYSWYM — What You See is What You Mean), trên nền tảng hệ thống sắp chữ LaTeX.
LyX có thể được xem như một phần mềm xử lý văn bản, ở cấp độ "cao" hơn so với LaTeX, nghĩa là người dùng không phải bận tâm viết mã lệnh để định dạng văn bản mà tập trung vào nội dung văn bản, vì hình thức văn bản được hiển thị.
Tuy nhiên khác với các phần mềm soạn thảo văn bản trong các bộ phần mềm văn phòng, như Microsoft Word hoặc OpenOffice Writer (theo xu hướng WYSWYG), LyX bắt buộc các văn bản cần tuân theo những quy tắc định dạng chuẩn ngầm định bởi LaTeX, chẳng hạn khoảng cách giữa các dòng không thể thay đổi tùy tiện. Do đó, không thể gõ nhiều lần Enter để giãn xa hai đoạn văn, vì như vậy là vi phạm quy tắc trình bày chung của văn bản.
Một điểm khác nữa so với các phần mềm văn phòng là LyX tạo ra các file dạng DVI, PS, PDF và trong máy cần có một chương trình xem file (viewer) riêng (như Adobe Reader, GSview, Evince, …) để xem các file này trước khi in.

## Tính năng
- Cho phép gõ các công thức toán theo kiểu trực quan (như Microsoft Equation, MathType).
- Phông chữ Unicode, cho phép soạn thảo văn bản nhiều thứ tiếng.
- Có các mẫu văn bản khoa học chuẩn của các tổ chức AMS, IEEE, …
- Kiểm tra lỗi chính tả
- Theo dõi các sửa đổi trong những phiên bản khác nhau.
- Chèn hình vẽ (đơn và kép) vào trong văn bản
- Hỗ trợ tạo bảng
- Chuyển sang các định dạng HTML, OpenOffice Document
- Xem và chỉnh sửa các mã lệnh LaTeX của văn bản

Trong số các đặc điểm trong phiên bản mới, 1.6.4, có việc cải tiến công cụ nhập từ LaTeX (tex2lyx) và giao diện hỗ trợ gõ công thức hóa học (mhchem). Phiên bản 1.6.6 có tích hợp thư viện soát lỗi chính tả Enchant. Phiên bản 1.6.7 hoàn toàn tương thích với giao diện Qt 4.6.

## Kĩ thuật phần mềm
LyX được viết bởi ngôn ngữ lập trình C++ sử dụng bộ giao diện đồ họa Qt. LyX là phần mềm tự do, có thể tải về miễn phí mã nguồn cùng các Tập tin chạy trên nền Windows, Linux (Debian, Ubuntu, Red Hat, Fedora Core), và Mac OS X. Dung lượng của Tập tin chạy trong phiên bản mới nhất đã tăng lên đáng kể. Với bản cài đặt trên Windows, nếu như bản 1.5.3 có dung lượng 9.61 MB thì đến phiên bản 1.6.0 đã lên đến 19 MB.
LyX dùng bộ chương trình HìnhMagick để hiển thị các hình ảnh trong tài liệu soạn thảo.